# La Soif de vivre
Pour plus de détails, voir Fiche technique et Distribution.
La Soif de vivre est un téléfilm français de 2016 réalisé par Lorenzo Gabriele, diffusé, en Belgique, le 6 février 2018 sur La Une et, en France, le 7 février 2018 sur France 2.

## Synopsis
Lisa a tout pour être heureuse : un mari qu'elle aime, deux beaux enfants et un métier qui la passionne. Malheureusement une ombre plane au-dessus de cette vie parfaite : Lisa est alcoolique au point de mettre son couple et ses enfants en danger...

## Fiche technique[1]
- Réalisation : Lorenzo Gabriele
- Scénario : Elena Pearl Hassan, Lorenzo Gabriele
- Société de production : Flach Film Production, avec la participation de France Télévisions, du CNC, de TV5 Monde, de la Radio télévision suisse et de la Procirep - Angoa
- Producteurs : Sylvette Frydman et Jean-François Lepetit
- Durée : 85 minutes
- Pays :  France
- Diffusions :
  -  Belgique : 6 février 2018 sur La Une
  -  France : 7 février 2018 sur France 2.

## Distribution
- Claire Keim : Lisa
- Grégory Montel : Vincent
- Hélie Thonnat : Thomas
- Shemss Audat : Agnès
- Stéphane Durieux : le patron du bar-tabac
- Jean-Michel Noirey : Gérard
- Frédéric van den Driessche : docteur Padowski
- Rosemarie La Vaullée : médecin
- Eléonore Beltran : Jessica
- Elisa Hauvette : Chloé
- Zakary Bairi : Adolescent au piano
- Nils Teynie : Doublure Thomas

## Tournage
Le téléfilm a été tourné en juin et juillet 2016 dans le Bordelais.

## Accueil critique
Le magazine belge Moustique loue une « fiction consensuelle et touchante, au message limpide », porté par Claire Keim qui « nous offre quelques séquences fortes », Grégory Montel, « égal à lui-même » mais surtout le jeune Hélie Thonnat, qui porte entièrement le téléfilm de manière totalement naturelle. Pour Isabelle Poitte de Télérama, « La Soif de vivre n’échappe pas au piège de la démonstration pour décrire le drame de l'alcoolisme, avec exposé édifiant, nappé de musique sirupeuse, sur la détresse de l'entourage familial » mais la journaliste salue aussi l'« incontestable honnêteté [du téléfilm], sa façon de ne pas détourner le regard sur les conséquences les plus rudes de la dépendance » et parle également d'une « interprétation convaincante ».

## Diffusion sur France 2
La diffusion sur France 2, le 7 février 2018, est suivie d'un débat intitulé Alcool, un tabou français. Il est animé par Julian Bugier, qui accueille notamment d'anciens alcooliques, des spécialistes des addictions et la ministre de la Santé, Agnès Buzyn.

## Audience
En France, lors de sa diffusion, le 7 février 2018, le téléfilm est suivi par près de 4,4 millions de téléspectateurs, soit 17,9 % de part d'audience, plaçant le téléfilm en tête des audiences de la soirée.

## Distinction
- Festival de Télévision de Monte-Carlo 2019 : Meilleur acteur pour Grégory Montel[7]